# Dascilloidea
Dascilloidea je nadčeleď všežravých brouků, zahrnující dvě čeledi: Dascillidae a Rhipiceridae.